# Irrational
Als irrational (von lateinisch irrationalis ‚unvernünftig‘) bezeichnet man Sachverhalte oder Ideen, die der menschlichen Vernunft (lateinisch ratio) widersprechen oder aber sich dieser entziehen. Der Begriff Irrationalität wird hierzu teils synonym als substantiviertes Adjektiv für das Irrationale verwendet, teils bezeichnet er die menschliche Charaktereigenschaft der Unvernunft.

## Mathematik
In der Mathematik ist eine Zahl „irrational“, falls sie nicht als endliche oder periodische Dezimalzahl darstellbar ist (rationale Zahl), sie kann also als Dezimalzahl niemals (vollständig) berechnet sowie angegeben werden. Dies sind diejenigen reellen Zahlen, die nicht durch einen Bruch zweier ganzer Zahlen ausgedrückt werden können, wie zum Beispiel {\displaystyle {\sqrt {2}}} oder die Kreiszahl π.

## Begriffsbestimmung
Im alltäglichen Sprachgebrauch wird der Begriff in verschiedenen Bedeutungen gebraucht. Einen Sachverhalt als „irrational“ zu bezeichnen kann heißen, dass er möglicherweise besteht, dem Verstand aber nicht zugänglich ist, d. h. rational nicht erklärbar ist. Er kann aber auch bedeuten, dass er, weil er rationalen Kriterien widerspricht (etwa dem Gebot der Widerspruchsfreiheit), per se nicht bestehen kann. Der Begriff des „Ir-rationalen“ ist zudem abzugrenzen vom psychologischen Begriff des Unbewussten, also Inhalten, welche entweder nur zu einer gewissen Zeit nicht bewusst sind, oder die, wie einige Gehirnvorgänge, zwar grundsätzlich nie bewusst ablaufen, der Vernunft jedoch nicht direkt widersprechen. 
Des Weiteren ist anzumerken, dass jede Überlegung, jeder Glaube an, jedes Denken über das Irrationale nur innerhalb eines bestimmten begrifflichen Diskurses vor sich gehen kann und dabei grundsätzlich den logischen Regeln der Sprache und Vernunft unterworfen ist. So setzt der Gebrauch des Begriffs „ir-rational“ selbst immer schon das Rationale voraus, zu welchem das Ir-rationale negativ ins Verhältnis gesetzt wird.

## Begriffsgeschichte
Der Begriff der Irrationalität entstammt der Mathematik und wurde vom jüdischen Philosophen Salomon Maimon erstmals in dessen Werk Versuch über die Transzendentalphilosphie (1790) philosophisch verwendet. Offensichtlich war diese Schrift eine Reaktion auf die zuvor erschienene Kritik der reinen Vernunft (1781) von Immanuel Kant. Im Anschluss hält der Irrationalitätsbegriff Einzug in die Philosophie des Deutschen Idealismus: In einem Brief von Johann Gottlieb Fichte an Friedrich Wilhelm Joseph Schelling von 1801, in einem Brief an Friedrich Heinrich Jacobi von 1804 sowie in der Wissenschaftslehre von 1804 spricht Fichte von der „proiectio per hiatum irrationalem“. Schelling verwendet in seinen Vorlesungen zur Philosophie der Kunst 1802/1803 den Begriff irrational, indem er die Kunst als eine höhere Form der Vernunft darstellt, welche für den analytischen Verstand irrational sei. Schon bald findet sich der Begriff des Irrationalen auch in der Ästhetik von Friedrich Schleiermacher und bei Georg Wilhelm Friedrich Hegel in seiner Wissenschaft der Logik. C. G. Jung unterscheidet in seiner Lehre der analytischen Psychologie zwischen rationalen (Denken und Empfinden) und irrationalen psychischen Funktionen (Intuieren und Fühlen), vgl. → Positive Philosophie.
Um eine Rehabilitierung des Irrationalen, die wenige Jahrzehnte später in die Begründung der Psychoanalyse mündete, hat sich im 19. Jahrhundert Fjodor Dostojewski verdient gemacht.